# 沙堰琴編
《沙堰琴編》，古琴譜，裴鐵俠編著，1946年完成於成都沙堰，譜內收錄13曲。被收錄於《琴曲集成》第29冊。

## 收錄琴曲
〈高山〉、〈流水〉、〈陽春〉、〈洞天春曉〉、〈醉漁唱晚〉、〈雁度衡陽〉、〈樵歌〉、〈岳陽三醉〉、〈白雪〉、〈夢蝶〉、〈漢宮秋月〉、〈瀟湘水雲〉、〈離騷〉